# کوه کنس
کوه کنس (به انگلیسی: Mount Conness) یک کوه در ایالات متحده آمریکا است که در شهرستان توآلومی، کالیفرنیا واقع شده‌است. کوه کنس ۳٬۸۳۷٫۴۸ متر بالاتر از سطح دریا واقع شده‌است.